# 배로 공습

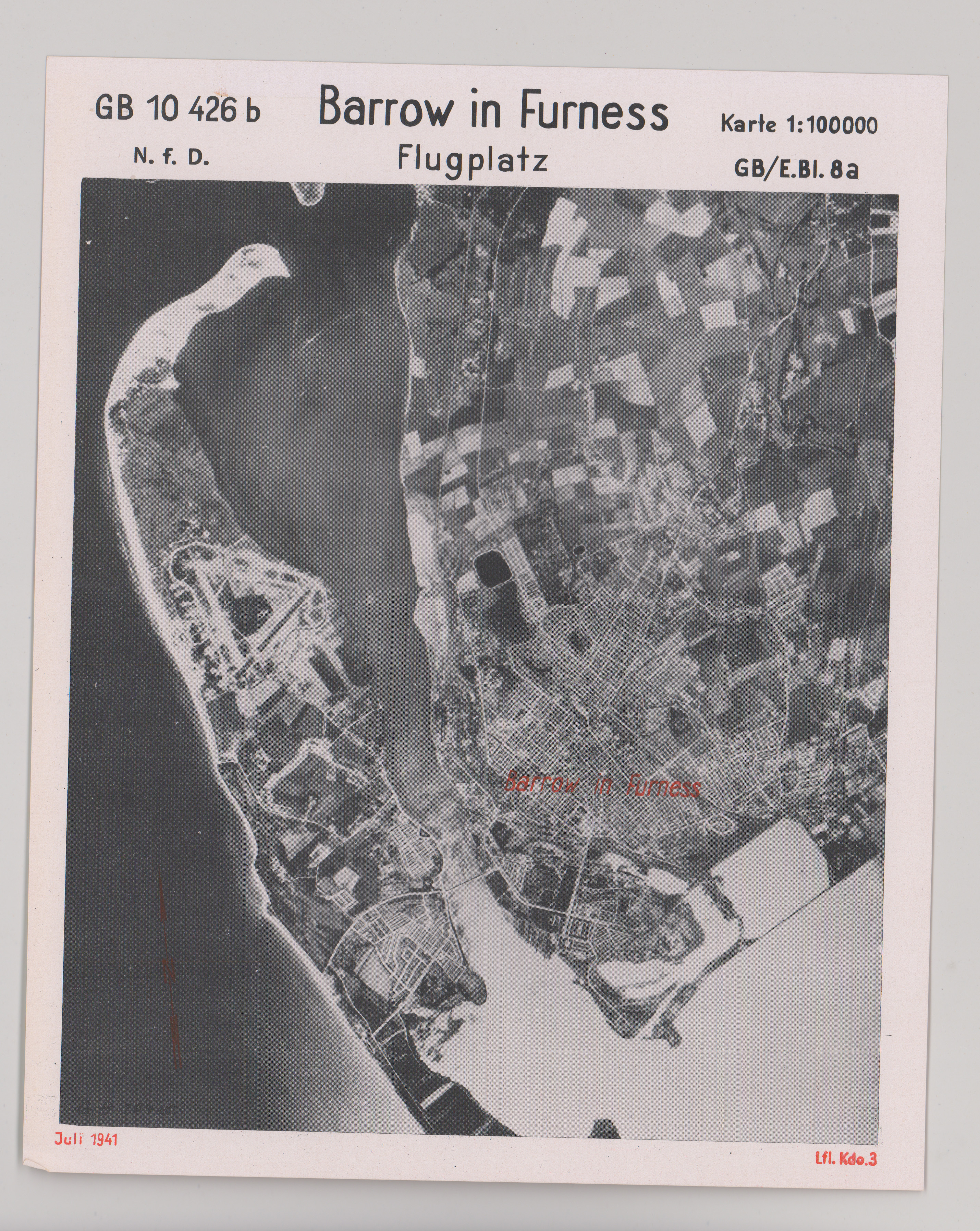
루프트바페가 작성한 배로인퍼니스 목표 자료, 1941년 7월

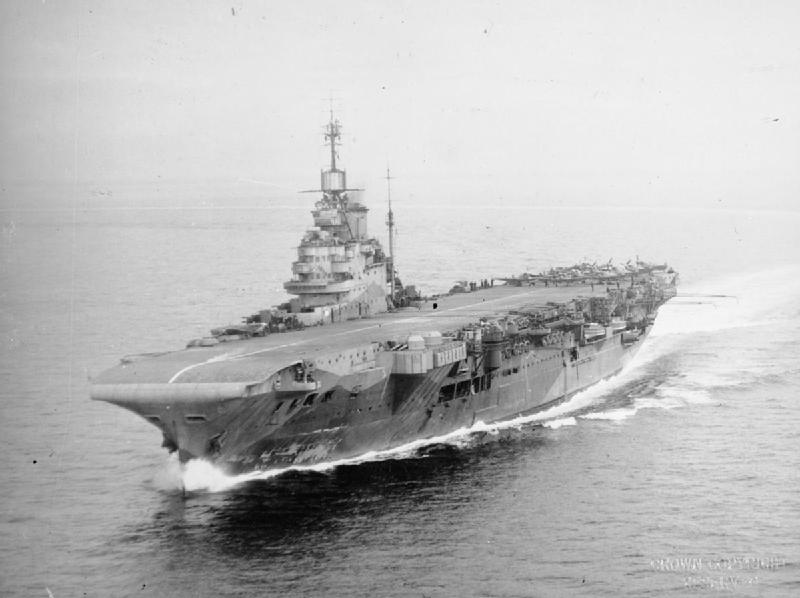
배로는 유럽에서 가장 성공적인 조선업 중심지들 중 한 곳이었기 때문에 주요 공습 목표가 됐다. HMS 인도미터블 진수식이 1940년 윈스턴 처칠에 의해 이뤄졌다.

배로 공습(Barrow Blitz)은 제2차 세계 대전 때 루프트바페의 잉글랜드 컴브리아주 배로인퍼니스 공습을 일컫는데, 1940년 9월에도 발생했지만 주로 1941년 4-5월에 발생했다. 조선업 회사 VSEL의 조선소는 당시 최대였던 배로 적철광 회사(Barrow Hematite Steel Company)와 더불어 주요 목표였다.
많은 현지 주민들은 독일의 배로에 대한 첫 관심 신호가 LZ 129 힌덴부르크 비행선이 배로 지역을 저공비행했을 때였다고 간주했는데, 그저 호화 여행 승객들을 운반했다고 주장했지만 지역 주민들과 당국 모두 조선소에 대한 간첩 활동을 벌였다고 여겼다. 1941년 75,000명이 살던 배로는 영국 해군을 위한 수많은 잠수함과 선박을 건조하는, 당대에 세계에서 가장 정교했던 조선소가 주요 공습 대상이었다.

## 포병과 방어
제2차 세계 대전 때 월니섬(Walney Island)에는 영국의 수많은 해안 포병 시설 두 곳이 소재했고 수많은 특화점이 해안가에 오늘날에도 남아 있을 정도다. 그런 시설들은 망루로 이용되었고 루프트바페로부터 배로를 지키기 위해 사용될 수 있던 수많은 소총과 기관총이 있었다. 조선소 노동자들이 사용한 대규모 지하 방공 대피소 입구는 수변 배로인퍼니스 개발지의 자동차 공원에 오늘날까지 남아 있다. 대규모 공군 부대는 영국의 방공을 돕기 위해 전쟁 때 확장된 배로/월니섬 공항에 있었다.

## 1941년 공습
배로의 조선소만을 공습하는 데 대한 어려움은 수많은 인근 거주 지역이 대신 공습당했음을 뜻한다. 시민 83명이 사망하고, 330명이 다쳤으며 집 만 채 이상이 손상됐는데 이는 배로 전체의 25%였다. 인근 마을들이 자주 배로인퍼네스로 오인되어 대신 공격을 받았고, 배로의 수많은 거리들이 심각하게 타격을 입었다. 1941년 4월 중순의 공습은 애비로드 중심 지역에 심각한 타격을 입혔는데 와벌리호텔(Waverley Hotel) 뿐 아니라 크라이스트교회, 애비로드 침례교회도 타격을 받았다. 배로의 주요 공중 목욕탕들과 에솔도 극장(Essoldo Theatre)이 심각하게 타격을 받았지만 수 년 내에 재건됐다. 호코트 레인(Hawcoat Lane)은 1941년 5월 초에 직접적인 타격을 받은 거리로 알려졌다. 배로는 공습에 준비가 안 된 곳으로 묘사되는데, 인구의 5%만을 수용할 수 있을 정도의 공공 대피소가 있었을 뿐이었다. 시내에 살던 몇몇 사람들은 근교에서 생울타리 피난처를 찾아야 했었다. 피난소 부족은 엄청난 사상자 숫자로 이어졌다. 1941년 5월에는 화재 감시인 2명이 그들이 비커스 조선소(Vickers Shipyard)에 고정한 해머 헤드 기중기가 루프트바페의 공습을 받았을 때 사망했다.
기차역 옆 사암 건물인 퍼니스 애비 호텔(Furness Abbey Hotel)에 있던 배로의 대공 방어 본부는 잠재적인 공습 대상으로 여겨지지 않았었지만 1941년 5월 루프트바페의 공격을 심하게 받았다. 호텔 대부분은 점차 파괴되었고 남은 부분은 '애비 여관'(Abbey Tavern)으로 알려진 공공 주택/식당이 됐다. 배로중앙역은 1941년 5월 7일 심하게 공격을 받았는데, 이곳에 있는 1차 대전 기념비에는 2차대전 때 공습을 받은 흔적인 구멍과 손상된 부분이 여전히 남아 있다.

## 이후
주부 넬라 라스트(Nella Last)는 전쟁 때 국내 전선의 매일 매일의 경험을 일기로 남겼다.
훗날 MI5 국장이 되는 스텔라 리밍턴(Stella Rimington)은 전쟁이 시작한 4살 때 런던으로부터 배로로 옮겨와서 배로 공습이 발생할 때 지냈다. 그녀는 공격을 받는 계단과 창문, 무너지는 천장 밑에 숨었다고 묘사했다. 아주 안 좋던 밤에 공습 대피소로 공습을 피해 걸었다.
배로의 주요 전쟁 기념비는 배로공원에 있는 기념비다. 해당 기념비에는 1차 대전 때 희생된 616명, 2차 대전 때 희생된 268명, 6.25 전쟁 때 희생된 6명의 이름이 새겨져 있다. 힌드풀(Hindpool)에 있는 부두 박물관은 배로 공습에 대한 전시가 있다.

## 시간 순 나열
- 1940년 9월: 첫 의무적 등화관제가 시행되다. 솔트하우스에 소이탄 300개가 투하되어 5살 아이가 배로 공습의 첫 희생자가 되다.
- 1941년 5월: 루프트바페가 투하 폭탄, 소이탄, 고성능 폭발물을 투하하여 공습이 강렬해지다. 배로중앙역이 공습으로 완전 파괴되다. 아동 2,250명이 피란되어지다.
- 1941년 6월: 공습으로 인한 사망자 수치가 80명을 넘으며 아동 4천 명이 추가로 피란되어지다.
- 1942년 1월: 배로에 마지막으로 폭탄이 투하됐는데 사상자가 미발생했다.
- 1942년 3월 25일: 배로에서 마지막 공습 사이렌이 울리다.